# Розенталь, Дэвид
Дэвид Розенталь (англ. David Rosenthal; 1 января 1961, Манхэттен, Нью-Йорк) — американский клавишник, оркестровщик, музыкальный продюсер и автор песен, известный по работе с такими артистами как Rainbow, Синди Лопер, Литл Стивен, Happy The Man, Брюс Спрингстин, Роберт Палмер, Стив Вай, Ингви Мальмстин, Энрике Иглесиас, Билли Джоэл. Трижды номинант на премию "Грэмми".

## Биография
Родился в Манхэттене на 1 января 1961 года. Он жил в Бруклине до 5 лет, когда его семья переехала в Эдисон, Нью-Джерси.
В возрасте 7 лет, Дэвид начал брать уроки фортепиано. В отличие от большинства детей, однако, Давид сам просил об эти уроках. Когда пришло время купить первое пианино, Дэвид внёс на эту покупку 2 доллара из сэкономленных денег от его содержания.
В возрасте 12 лет он уже играл в своей первой группе Hot Ice; остальным её участникам было по 17. В это время Дэвид хотел играть популярную музыку и отказался играть классическую музыку. Это продолжалось пока он не «стал серьёзным» и начал играть классику. Дэвид получил степень бакалавра в престижном музыкальном колледже Беркли в Бостоне, где специализировался на игре фортепиано, электронной музыке и звукозаписи.
Почти сразу же после окончания, Дэвид услышал, что Ричи Блэкмор искал нового клавишника для своей группы Rainbow, и Дэвид решил попытать счастья. Помимо него прослушивания проходили ещё порядка 50 клавишников, но в итоге участником Rainbow стал 20-летний Дэвид Розенталь.
После этого вплоть до 1984 года Дэвид гастролирует по всему миру с группой Rainbow, приняв участие в записи альбомов Straight Between the Eyes и Bent Out of Shape. Кроме того, записи, сделанные с ним вошли в альбом Finyl Vinyl, вышедший уже после распада группы. Дэвид появился в 5 видеоклипах и 3 концертных видео. Интерес представляет Japan Tour '84, с рок-версией 9-й симфонии Бетховена, которая была оркестрована Дэвидом.
В 1984 году Ричи Блэкмор и Роджер Гловер распустили Rainbow и вошли во вновь собравшийся Deep Purple. Будучи амбициозным, трудолюбивым, Дэвид, продолжал свою концертную деятельность. Он присоединился к Литл Стивену (из E Street Band Брюса Спрингстина) на время тура «Voice of America». Он также появился клипе Литл Стивена Undefeated.
После этого мирового турне, Дэвид поставил собрал собственную группу, Infinity. Он писал музыку, играл на клавишных, и выпустил демозапись. Эта группа заложила основу для того, что позже станет группа Давида, Red Dawn.
Давид продолжал писать песни. В 1986 году он связался с руководством Синди Лопер, после чего принял участие в её мировом туре True Colors. Этот тур включал Арена-шоу, появление на вечернем шоу с Джонни Карсоном, два выступления в программе поздним вечером с Дэвидом Леттерманом, и в MTV Awards 1987 года. Играя с группой Синди, Дэвид появился в трёх видео («Change of Heart», «What’s Going On» и «Boy Blue») и 2 концертных видео.
В 1988 году Дэвид становится клавишником Роберта Палмера в его мировом туре Heavy Nova. Этот тур-марафон претендует на мировой рекорд — 56 шоу в 56 городах за 56 дней! Общая продолжительность тура состояла из 160 концертов в течение 7 месяцев. Для сравнения — тур Билли Джоэла «River of Dreams» состоял из 163 шоу, проведённых в течение 18 месяцев.
После тяжёлого тура Heavy Nova, Дэвид не думал, что сможет вновь совершать мировое турне. Однако в 1991 году он вернулся в Японию с Синди Лопер на короткий трёхнедельный тур, который был снят как часть японской серии концертов музыкальной премии American Music Awards.
В начале 90-х он собрал собственную группу «Red Dawn», куда помимо него вошли Чак Бурги, Грег Смит, Тристан Авакян и Ларри Бод. В 1993 году группа выпустила альбом «Never Say Surrender».
В то время Билли Джоэл искал себе нового клавишника и попросил Марка Риверу подыскать ему подходящую кандидатуру. Билли ненавидел кастинги, поэтому Марк все устроил. Дэвида попросили разучить 4 песни: Storm Front, Pressure, I Go To Extremes, и «We Didn’t Start the Fire». Давид, который имеет абсолютный слух, прослушал эти песни в наушниках и смог узнать всю музыку и дублировать все звуки. Для прослушивания он арендовал грузовик и привёз свое оборудование с собой. Он проходил прослушивание перед Марком Риверой и Крайсталлом Талиеферо. В итоге из двух кандидатов выбрали его.
В 2000 году он присоединился к возродившимся Happy The Man, заменив клавишника Кита Уоткинса. Он записал один альбом с ними в 2004 под названием «The Muse Awakens».

## Дискография
Rainbow
- 1982 — Straight Between the Eyes
- 1983 — Bent out of Shape
- 1986 — Finyl Vinyl
- 1997 — The Very Best of Rainbow
- 2000 — 20th Century Masters - The Millennium Collection: The Best of Rainbow

Roger Glover
- 1984 — Mask

Whitesnake
- 1989 — Slip of the Tongue

Steve Vai
- 1990 — Passion and Warfare

Red Dawn
- 1993 — Never Say Surrender

Billy Joel
- 1994 — A Voyage on the River of Dreams
- 1997 — Greatest Hits Volume III
- 1997 — The Complete Hits Collection, 1973-1997
- 2000 — 2000 Years: The Millennium Concert
- 2005 — My Lives
- 2006 — 12 Gardens Live

Good Rats
- 1996 — Tasty Seconds

Yngwie Malmsteen
- 1997 — Inspiration
- 1998 — Millennium Concerto Suite
- 2002 — Millennium Concerto Suite Live with the New Japan Philharmonic

Niji-Densetsu
- 1998 — Niji-Densetsu

Departure
- 1998 — Departure

Vinnie Moore
- 2001 — Defying Gravity